# 方尾鶲
方尾鶲（学名：Culicicapa ceylonensis）为鶲科方尾鶲属的鸟类。该物种分布于亚洲南部各地，模式产地在斯里兰卡。

## 亚种
- 方尾鶲西南亚种（学名：Culicicapa ceylonensis calochrysea）。在中国大陆，分布于西藏、四川、甘肃、陕西、湖北、湖南、贵州、广西、云南、广东等地。该物种的模式产地在缅甸。[3]
- 方尾鶲指名亚种（学名：Culicicapa ceylonensis ceylonensis）